# Siège de Maâmora (1681)
Pour les articles homonymes, voir Siège de Maâmora.
Le siège de Maâmora est une opération militaire lancée en 1681 par le sultan Moulay Ismaïl dans le but de prendre la place de Maâmora, occupée par les Espagnols depuis 1614. Les forces marocaines finissent par s'emparer de la forteresse espagnole.

## Contexte et préparatifs
Occupée depuis 1614, Maâmora baptisée « San Miguel de Ultramara », a subi de nombreux assauts depuis sa conquête par les Espagnols. Parmi ces attaques, celles menées par Sidi M'hamed el-Ayachi en 1614, 1621, 1628 et 1629, par les Dilaïtes en 1647, et par Moulay Ismail entre 1675 et 1678.
À la mort de Moulay Rachid, Moulay Ismail s'empare du pouvoir et impose son autorité à l'ensemble du pays, notamment face à son rival et neveu prétendant au trône Ahmed ben Mehrez, puis face aux tribus non soumises. Après avoir préparé le terrain, Moulay Ismail commence à organiser son projet de reprise des villes occupées par les Européens. Il décide de créer le Jaych Ar-Rifi en 1678, une armée composée essentiellement de combattants issus des tribus berbères rifaines, réputées guerrières, pour reconquérir les villes occupées. Le caïd rifain de Ksar El Kébir et gouverneur de la région du Habt, Amar ben Haddou El-Bottoui, originaire de la tribu des Temsamane, prend le commandement de cette armée. En 1679, Moulay Ismail débute sa campagne par le siège de Tanger mais devant l'importance de la résistance anglaise, le siège s'éternise. Il décide alors d'envoyer Amar ben Haddou El-Bottoui et son Jaych Ar-Rifi, déjà engagé à Tanger, en direction de Maâmora.

## Déroulement
Ayant appris que Maâmora était gardée par une faible garnison, Moulay Ismail  décide d'envoyer le caïd Amar ben Haddou El-Bottoui et son Jaych Ar-Rifi à l'attaque de la forteresse. Plusieurs moudjahidines de Salé se joignent également à la bataille, dont parmi-eux le célèbre Ahmed Hajji. Le siège bien organisé, de sorte que les occupants espagnols ne puissent recevoir des soutiens extérieurs, ne dure que quelques jours. Amar ben Haddou fait venir après de nombreux progrès le sultan Moulay Ismail, pour assister à la chute imminente de Maâmora. Les Marocains pénètrent le 26 avril 1681, après un dur combat avec les Espagnols, dans les tours dominant le fleuve leur permettant de maîtriser les sources d'eau. Quelques jours plus tard, manquant d'eau et de vivres, et abandonné par la métropole, le gouverneur espagnol de Maâmora, menacé par un soulèvement des soldats et des forçats qu'il a sous ses ordres, décide de livrer la place, le 30 avril, ou 3 mai. Plus de 309 Espagnols sont faits prisonniers, dont le commandant de la garnison. Moulay Ismail leur accorde finalement l'« amân ».
Amar ben Haddou El-Bottoui est soit tué durant l'assaut final, soit est mort de la peste peu après selon une autre version. Il est remplacé par son frère Ahmed ben Haddou El-Bottoui et son cousin Ali ben Abdallah Er-Riffi à la tête du Jaych Ar-Rifi.
Moulay Ismail s'empare de 103 canons (88 de bronze et 15 de fer), ainsi que d'un immense stock de munitions diverses : « en si grande quantité qu'il n'en avait jamais eu autant dans ses états ». Il décide de renommer la forteresse en Al-Mahdiya « la ville donnée en cadeau (hedya) », en référence à l'énorme butin pris aux Espagnols. La ville est repeuplée par des combattants rifains accompagnés de leurs familles, en plus d'une forte garnison d'esclaves noires Abid al-Bukhari de la région du Souss.

## Sources

### Sources bibliographiques
1. 1 2 3 4  Mercier 1891, p. 292
2. 1 2 3  Société historique algérienne 1873, p. 72
3. ↑  Raoui, p. 113
4. ↑  Comité des foires du Maroc 1921, p. 156
5. 1 2 3  Raoui, p. 115
6. 1 2 3 4  M. Hart 2000, p. 214-215
7. ↑  M. Hart 1976, p. 350-351
8. 1 2  Mercier 1891, p. 291
9. 1 2  al-Nasiri 1906, p. 84
10. 1 2  al-Nasiri 1906, p. 85
11. ↑  Société historique algérienne 1873, p. 73
12. ↑  Mission scientifique du Maroc 1927, p. 197
13. ↑  Raoui, p. 117

#### Francophone
- Ahmed ben Khâled Ennâsiri Esslâoui. (trad. de l'arabe par Eugène Fumet), Kitâb Elistiqsâ li-Akhbâri doual Elmâgrib Elaqsâ [« Le livre de la recherche approfondie des événements des dynasties de l'extrême Magrib »], vol. IX : Chronique de la dynastie alaouie au Maroc, Paris, Ernest Leroux, coll. « Archives marocaines », 1906 (1re éd. 1894 – en arabe) (lire en ligne)
- Samir Raoui, « Casbah de Mahdiya : une fortification espagnole au cœur de l'Atlantique » (lire en ligne)
- Société historique algérienne, Revue africaine : journal des travaux de la Société historique algérienne, Alger, Adolphe Jourdan et Jules Carbonel, 1873, 506 p. (lire en ligne)
- Ernest Mercier, Histoire de l'Afrique septentrionale (Berbérie) depuis les temps les plus reculés jusqu'à la conquête française (1830). Volume 3, E. Leroux, 1891, 627 p. (lire en ligne)
- Comité des foires du Maroc, France-Maroc : revue mensuelle illustrée : organe du Comité des foires du Maroc, E. Leroux, 1921, 176 p. (lire en ligne)
- Mission scientifique du Maroc, Archives marocaines : publication de la Mission scientifique du Maroc : Volume 27, Paris, P. Geuthner et H. Champion, 1927, 335 p. (lire en ligne)

#### Anglophone
- (en) David M. Hart, Tribe and Society in Rural Morocco, Alger, Psychology Press, 2000, 302 p. (lire en ligne)
- (en) David M. Hart, The Aith Waryaghar of the Moroccan Rif : An Ethnography and History, U. of Arizona P., 1976, 580 p.